# Bitka pri Bratislavi (907)
Bitka pri Bratislavi (slovaško Bitka pri Bratislave, madžarsko Pozsonyi csata, nemško Schlacht von Pressburg) je bila tridnevna bitka, ki se je odvijala od  4. do 6. julija 907. V bitki so Madžari uničili vzhodnofrankovsko vojsko, sestavljeno predvsem iz bavarskih vojakov pod vodstvom mejnega grofa Liutpolda. 
Točna lokacija bojišča ni znana. Sodobni viri pravijo, da se je to zgodilo na "Brezalauspurcu", kje natančno to je, pa ni jasno. Nekateri strokovnjaki bojišče postavljajo v bližino Zalavárja (Mosapurc), druga, tradicionalna lokacija, pa je nekje blizu Bratislave. 
Pomemben rezultat bitke pri Bratislavi je bil, da Vzhodnofrankovsko kraljestvo ni moglo ponovno vzpostaviti oblasti nad karolinško Panonsko marko in ozemljem kasnejše Mejne grofije Avstrije, ki ju je izgubilo leta 900.
Najpomembnejši rezultat bitke pri Bratislavi je bil, da so Madžari zavarovali osvojena ozemlja, preprečili nemško invazijo, ki je ogrožala njihovo prihodnost, in ustanovili Ogrsko kraljestvo. Bitka velja za eno najpomembnejših bitk v zgodovini Madžarske in pomeni zaključek madžarskih osvajanj v Evropi

## Ozadje
Po vojaških uspehih, ki jih je mejni grof Liutpold Bavarski dosegel leta 900 in 901 proti madžarskim vojskam, ki so se natovorjene s plenom vračale domov, je leta 907 zbral veliko vojsko v obmejni trdnjavi Ennsburg, zgrajeni kmalu po letu 900, da bi v začetku poletja z domnevno tremi divizijami prodrl na madžarsko ozemlje. Cilj pohoda je bil verjetno vsaj začasno zavarovati vzhod Bavarske pred madžarskimi osvajalci, morda pa je imel tudi daljnosežnejše načrte, kot je osvojitev madžarskega ozemlja. 

## Potek
Odločilna bitka, "o poteku katere ni skoraj nič znanega", se je po virih zgodila pri Brezalauspurcu, kraju, ki ga običajno enačijo z današnjo Bratislavo. Domneva se, da so se Madžari v skladu z bojno taktiko konjenikov izognili frontalnemu spopadu z veliko bolje opremljenimi Bavarci in jih namesto tega nenehno nadlegovali s hitrimi konjeniškimi napadi, med katerimi so nasprotnike od daleč zasipali s točo puščic. Zdi se, da jim je na koncu uspelo obkoliti bavarsko vojsko in jo tako skoraj popolnoma uničiti. V tej bitki so poleg mejnega grofa Liutpolda padli še salzburški nadškof Thietmar, freisinški škof Udo in säben-brixenski škof Zaharija ter 19 grofov in glavnina bavarske vojske. 
Drugačen pogled na prizorišče bitke ima ameriški zgodovinar Charles R. Bowlus, ki je na podlagi topografskih, vojaško-zgodovinskih in taktičnih okoliščin umestil Brezalauspurc, trdnjavo slovanskega vojvode Braslava, v bližino današnjega Zalavárja (Mosapurc). Zgodovinar meni, da je bavarska vojska v poskusu razbremenitve vojvodskega gradu, ki so ga domnevno zasedli Madžari, zašla globoko na madžarsko ozemlje na teren, optimalen za madžarsko konjenico. Madžarska konjenica je s klasičnimi manevri, kot so navidezni pobegi, morda uspela zvabiti bavarske enote v zasledovanje domnevno poraženega sovražnika, s čimer so razbili svojo formacijo. Skladno s to domnevo bi se uničenje Bavarcev verjetno vleklo čez daljše časovno obdobje in se ne bi končalo na običajno navedeni datum, ko je bavarska vojska dokončno prenehala obstajati kot bojna formacija. Lokalizacijo Brezalauspurca pri Zalavárju podpira tudi Béla Miklós Szőke.
Po izsledkih drugih raziskav naj bi se pri Bratislavi zgodile tri bitke, in sicer 4. in 5. julija z divizijami bavarske vojske, ki so korakale ločeno severno in južno od Donave, ter 9. avgusta s četami Velikomoravske kneževine, ki je v enem viru opisana kot zaveznica Bavarske. Po tej razlagi je bitka pri Bratislavi povezana tudi z dokončnim propadom Velikomoravske kneževine.